# Hydrangea ga szaiteiru
A Hydrangea ga Szaiteiru (ハイド.ランジアが咲いている, ’Egy hortenzia virágzása’) vagy hivatalos angol nyelvű címén az A Hydrangea Blooms a Stereopony japán együttes bemutatkozó nagylemeze, amely 2009. június 17-én jelent meg a gr8! Records kiadó gondozásában. Az album népszerűsítésére A Hydrangea Blooms néven tartottak egy koncertkörutat, melynek felvételei később a Stereopony 1st Tour A Hydrangea Blooms 2009 DVD-n jelent meg.
A korong a hetedik helyen mutatkozott be az Oricon eladási listáján 17 373 eladott példánnyal.

## Számlista
1. Szeisun ni, Szono Namida ga Hicujou da! (青春に、その涙が必要だ!?, ’A fiataloknak szüksége van erre a könnycseppre’)
2. I Do It
3. Komorebi no Journey (木漏れ日のジャーニー?, ’Utazás a fák levelei között beszűrődő fényben’)
4. Namida no Mukó (泪のムコウ?, ’Könnyeken keresztül’)
5. Otome Kokoro Hey Hey Hey (乙女心 Hey Hey Hey?)
6. Nakana ide (泣かないで?, ’Ne sírj’)
7. Effective Line
8. Sweet Blue (スウィート・ブルー?)
9. Tokai no Mori (都会ノ森?, ’Városi erdő’)
10. Siavasze no Oka de Kurasitai (幸せの丘で暮らしたい?, ’A boldogság hegyén akarok élni’)
11. My Mistake (マイミステイク?)
12. Hitohira no Hanabira (ヒトヒラのハナビラ?, ’Egyetlen virágszirom’)
13. Aozora Very Good Days!! (青空 Very good days!!?)

### Limitált kiadás DVD (SRCL-7047)
1. Hitohira no Hanabira videóklip
2. Namida no Mukó videóklip
3. I Do It videóklip
4. Szeisun ni, Szono Namida ga Hicujou da! videóklip
5. Document SXSW ’09